# Феранчук, Илья Давыдович
Феранчук Илья Давыдович (род. 1946) — заведующий кафедрой теоретической физики и астрофизики физического факультета. профессор кафедры теоретической физики(1986)

## Биография
Илья Давыдович Феранчук родился 14 июля 1946 г. в г. Минске.
В 1964 г. поступил на физический факультет Белорусского государственного университета, который окончил в 1969 г. по специализации «Ядерная физика». В 1968 −1971 годы работал инженером кафедры ядерной физики физического факультета Белорусский государственный университет. С 1971 по 1974 г. Илья Давыдович был младшим научным сотрудником Института прикладных физических проблем Белорусский государственный университет.
В 1974 г. И. Д. Феранчук был избран на должность старшего преподавателя кафедры теоретической физики физического факультета. В 1975 году он защитил кандидатскую диссертацию на тему «Излучение ультрарелятивистских электронов в кристаллах».
В 1982 году ему было присвоено учёное звание доцента. Через три года он защитил докторскую диссертацию на тему «Когерентные явления в процессах рентгеновского и гамма-излучения релятивистских заряженных частиц в кристаллах». С 1986 года Феранчук являлся профессором кафедры теоретической физики, а с 2004 года по 2018 — заведующим кафедрой теоретической физики и астрофизики физического факультета БГУ.
Совместно с профессором Барышевским Феранчук предсказал новое физическое явление — параметрическое рентгеновское излучение и обосновал возможность его практического использования для различных приложений, получил 3 авторских свидетельства и патент в Японии на перестраиваемый источник рентгеновского излучения, а также Европейский патент.
Были проведены теоретические исследования по описанию взаимодействия рентгеновского излучения с кристаллами и наноструктурами. И. Д. Феранчук получил фундаментальные результаты по применению операторного метода решения уравнения Шрёдингера для непертурбативного описания квантовых систем со многими степенями свободы и теоретически обосновал эффект увеличения времени жизни атомов и ядер в поле электромагнитной волны. Он участвует в работе ряда международных научных коллабораций. По результатам исследований Ильёй Давыдовичем опубликованы 273 научные работы, 5 монографий, из них 3 — в издательстве Springer (Германия), он является редактором 4 сборников трудов международных конференций, индекс цитирования его работ по базе данных Google Scolar — 18. Под руководством И. Д. Феранчука успешно защищены 20 кандидатских и 1 докторская диссертация. Он является членм специализированного совета по защите диссертаций и членом экспертного совета ВАК.
Входит в состав учёных советов физического факультета и научно-исследовательского учреждения «Институт ядерных проблем» БГУ, а также президиума Белорусского физического общества. На протяжении многих лет Илья Давыдович — член редколлегии журнала «Вестник БГУ. Серия 1, Физика. Математика. Информатика».

## Научная и педагогическая деятельность

### Педагог
За годы работы на кафедре профессор Феранчук Илья Давыдович читал общие курсы и вёл практические занятия по всем разделам теоретической физики, в настоящее время читает лекции по физике конденсированного состояния для студентов физического факультета, спецкурсы «Квантовая теория твердого Тела» и «Математические методы теоретической физики», руководит научной работой студентов и аспирантов.
В настоящее время читает разработанный им общий курс: «Физика конденсированного состояния», спецкурсы: «Прикладные проблемы квантовой теории», «Математические методы теоретической физики» для студентов кафедры теоретической физики, спецкурс для магистров «Когерентные и коллективные явления в многочастичных системах».

### Учёный
Основные темы научной работы:
- разработка методов получения монохроматического рентгеновского излучения с перестраиваемой частотой;
- теоретические исследования в области рассеяния рентгеновского излучения в тонких плёнках и многослойных кристаллических структурах;
- развитие непертурбативных методов описания коллективных и когерентных процессов, возникающих при взаимодействии заряженных частиц и электромагнитного излучения со средой
- непертурбативные методы в квантовой статистике и квантовой теории поля.
- Совместно с В. Г. Барышевским теоретически предсказан новый механизм рентгеновского излучения, испускаемого заряженными частицами в кристаллах — параметрическое рентгеновское излучение, которое в настоящее время обнаружено экспериментально и применяется для получения монохроматического излучения с перестраиваемой частотой и для исследования структуры кристаллов;
- теоретическое предсказание совместно с В. Г. Барышевским явления параметрической пучковой неустойчивости заряженных частиц в кристаллах;
- совместно с Л. И. Комаровым разработан операторный метод решения уравнения Шредингера для квантовых систем с сильным взаимодействием между частицами, который оказался весьма эффективным при исследовании многих прикладных проблем.

## Награды
- премия Академии наук Беларуси (1995).
- Государственная премия Республики Беларусь (2003) — за цикл работ «Квантовая электродинамика и когерентные ядерные процессы в среде: квантовая и ядерная оптика»[8].
- премия А. Н. Севченко (2015).

## Научные труды

### Публикации
К 2012 году список опубликованных работ включает 237 наименований(см. полный список), в том числе:
- Parametric X-ray radiation and coherent bremstrahlung from nonrelativistic electrons in crystals. Phys. Rev. E 62 (2000) 4225-4234.
- Interference of parametric X-ray and coherent bremsstrauhlung radiations. Acta Cryst. A 57 (2000) 283—289.
- A new method for calculation of crystal susceptibilities for X-ray diffraction at arbitrary wavelength. Acta Cryst. A. 58 (2002).
- Anomalous scattering method in crystallography on the basis of PXR. Acta Cryst. A. 61 (2005) 125—133.
- Description of X-ray reflection and diffraction from periodical multilayers and superlattices by the eigenvalue method.. Phys. Rev. B 68 (2003) 235307.
- Regularization of the Coulomb scattering problem. Phys. Rev. A 70 (2004) 05270.
- Self-consistent approach to x-ray reflection from rough surfaces.. Phys.Rev.B 75. (2007) 085414
- Long-range scans and many beam effects for high resolution x-ray diffraction from multilayered structures. Phys.Rev.B 77. (2008) 174114
- Analytical analysis of the collapse-revival effect in the Jaynes-Cummings model. Phys.Lett.A 373 (2009) 517
- A dynamical theory for the x-ray diffraction from the partially relaxed layers. Phys. Rev.B 80 (2009) 235315
- Self-localized quasi-particle excitation in quantum electrodynamics and its physical interpretation. SIGMA 3 (2007) 117
- A zone spectrum for ultrarelativistic channelling particles. J. de Physique 43 (1982) 1697
- Control of the atom (nucleus) lifetime in the excited states. J. of Physics B 35 (2002) 3957
- Operator method for quantum anharmonic oscillator (review). Annals of Physics (NY) 238 (1995) 370
- Operator method for calculation of the thermodynamics values. J. of Physics A 37 (2004) 9841
- Parametric beam instability of relativistic charged particles in crystal. Phys.Lett.A 102 (1984) 141
- Nonasymptotic analysis of relativistic electron scattering in the Coulomb field. PHYSICAL REVIEW A 82, 052703 (2010)
- Regular perturbation theory for two-electron atoms. Physics Letters A 375 (2011) 2550—2554

### Монографии
- V.G.Baryshevsky, I.D.Feranchuk and A.P.Ulyanenkov «Parametric X-ray radiation in crystals: theory, experiment and applications» Berlin, Springer, 2005.
- А. А. Иванов, И. Д. Феранчук. «Квантовая механика физических систем без малого параметра», Минск, Изд-во БНТУ, 2009.
- Редактор сборников трудов: «Quantum Systems: New Trends and Methods», Singapore, World Scientific, 1995, 1997, 1999.
- Редактор сборника трудов «Etudes on Theoretical Physics», Singapore, World Scientific, 2004.
- A.V.Leonov, I.D .Feranchuk «Two level system in a single-mode quantum field: Stationary states and evolution» (Saarbruecken: LAP Lambert Academic Publishing, 2010)